# طارح

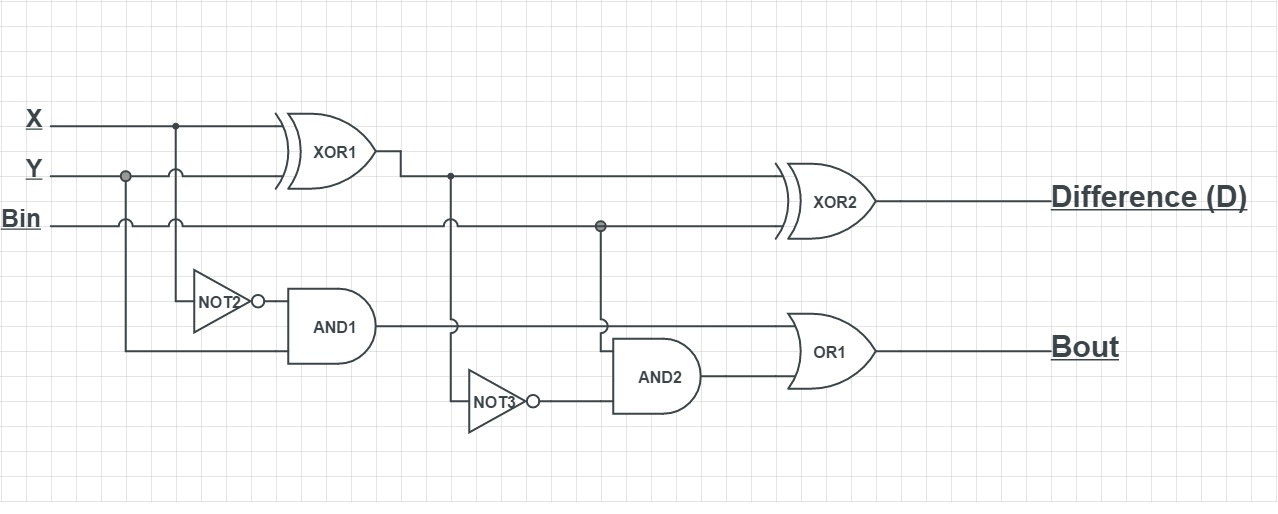

الطارح من أهم الدارات المستخدمة في عالم الرقميات هي دارة الطارح والتي لها شكلان هما :
1. الطارح النصفي.
2. الطارح الكامل.

والتي لن يخلو منها أي جهاز رقمي يستخدم فيه معالج ابتداء من الاّلة الحاسبة وانتهاء
بالحاسبات العملاقة.

## الطارح النصفي
لدارة الطارح النصفي مدخلان : الأول (A) ويمثل الرقم المطروح والثاني (B) ويمثل الرقم المطروح منه. ولها مخرجان الأول (D) ونحصل منه على طرح الرقمين (A-B) والثاني والذي يكون مساويا الصفر عندما يكون الرقم المطروح منه أكبر من الرقم المطروح. وتكون قيمته مساوية الواحد عندما يكون الرقم المطروح منه أصغر من الرقم المطروح في هذه الحالة يجب استعارة واحد من المرتبة العليا، لتوضيح ذلك سندرس الحالات التالية :
نستطيع كتابة معادلة منطقية للمخرج (D):
وقد حصلنا على هذه المعادلة سابقا عندما درسنا الجامع النصفي إذا
أما المعادلة النطقية لمخرج الاستعارة :
أشكالها :
1-	باستخدام بوابتي (AND&OR):
2-	باستخدام بوابتي (EX_OR&AND

## الطارح الكامل (THE FULLSUBTRACTOR)
يحوي الطارح الكامل ثلاثة مداخل (A) يمثل الرقم المطروح منه والثاني (B) يمثل المطروح، والثالث (C) ويمثل الاستعارة من المرتبة الدنيا أو باقي الطرح وله مخرجان الأول (D) ويمثل الطرح والثاني () ويمثل الاستعارة من المرتبة العليا أو باقي الطرح.